# Parafia św. Alberta Chmielowskiego w Zielonej Górze
Parafia pw. św. Alberta Chmielowskiego w Zielonej Górze – rzymskokatolicka parafia należąca do dekanatu Zielona Góra – Ducha Świętego, diecezji zielonogórsko-gorzowskiej, metropolii szczecińsko-kamieńskiej w Polsce, erygowana w 1991 roku. Parafia liczy ok. 14 tysięcy mieszkańców.

## Historia Parafii

### Erygowanie parafii
Początek istnienia parafii pw. św. Brata Alberta Chmielowskiego rozpoczął się w dniu 23 kwietnia 1991 roku, kiedy to ks. biskup ordynariusz Józef Michalik dokonał erygowania parafii i poświęcenia kaplicy św. brata Alberta Chmielowskiego, która powstała na terenie byłego hotelu robotniczego przy ul. Obywatelskiej.

### Budowa kościoła parafialnego
W dniu 24 maja 1998 roku rozpoczęto budowę kościoła parafialnego przy ul. Źródlanej. Aktu wmurowania kamienia węgielnego poświęconego przez papieża Jana Pawła II dokonał ordynariusz diecezji ks. bp Adam Dyczkowski. W marcu 1999 roku parafia przeżywała misje święte i na tę pamiątkę został postawiony krzyż misyjny. 17 czerwca 2000 roku ks. biskup sufragan Edward Dajczak dokonał poświęcenia murów kościoła parafialnego oraz organów które, to parafia otrzymała z Paderborn w darze. Konsekracja kościoła przy ul. Źródlanej nastąpiła 1 czerwca 2008 roku. Konsekracji dokonał bp Stefan Regmunt.

## Miejsca kultu
- Kościół św. Brata Alberta w Zielonej Górze – kościół parafialny
- Kościół Matki Bożej Fatimskiej w Zielonej Górze – kościół filialny

## Zasięg parafii
W sierpniu 2009 zmniejszono zasięg parafii z jej południowej strony, ze względu na powstałą parafię św. Stanisława Kostki. Kolejna zmiana nastąpiła we wrześniu 2016. Biskup Tadeusz Lityński powiększył parafię św. Alberta o obszar Łężycy wraz z kościołem filialnym Matki Bożej Fatimskiej.
Po tych zmianach parafia obejmuje swoim zasięgiem wiernych z Zielonej Góry będących mieszkańcami ulic:

- Stefana Batorego (nieparz. 71 – do końca, parz. 118 – do końca),
- Dekoracyjnej,
- Elektronowej,
- Energetyków (nieparzyste),
- Anny Jagiellonki,
- Konstruktorów,
- Zygmunta Krasińskiego
- Mechaników,
- Ruczajowej,
- Rusałki,
- Franciszka Rzeźniczaka,
- Spawaczy,
- Strumykowej,
- Technologów,
- Trasy Północnej,
- Zdrojowej,
- Zjednoczenia (102a),
- Jana Zamoyskiego,
- Źródlanej,
- oraz dzielnica Łężyca.

## Proboszczowie
- ks. Stanisław Kielar (23 kwietnia 1991 – 22 sierpnia 1995)
- ks. kan. Czesław Kroczak (22 sierpnia 1995 – 14 maja 2005)
- ks. kan. dr Jan Romaniuk (12 czerwca 2005 - 30 czerwca 2014)
- ks. kan. Zygmunt Zimnawoda (od 1 lipca 2014)